# Giovanni Annoni
Giovanni Annoni (Bobbio, 7 giugno 1911 – Verona, 2 giugno 1970) è stato un militare italiano.

## Biografia
Entra alla Reale Accademia di Fanteria di Modena nel 1931, nel 1933 è nominato sottotenente ed entra in servizio nel 5º Reggimento Alpini, nel 1935 è promosso tenente e nel 1936 parte volontario per servizio all'estero, partecipò così alla guerra in Spagna dove viene decorato con la Croce di Guerra al Valor Militare.
Fu costretto a tornare in Italia perché ammalato e dopo la convalescenza ritornò al suo reggimento d'origine il 5º alpini il 4 novembre 1937. Nel 1939 riceve la Croce al Merito di Guerra e la Medaglia di Benemerenza per i volontari della guerra di Spagna.
Il tenente viene mobilitato con il Battaglione Tirano e il 24 giugno 1940 si trova nella zona Colle della Seigne-Monte Bianco dove nel corso di un combattimento cade in un canalone e rimane ferito, dopo il ricovero viene inviato sul fronte greco albanese con il grado di capitano. Come in Spagna anche in questo caso gli viene concessa la Croce di Guerra al Valor Militare.
Al rientro in Italia viene assegnato alla Compagnia comando del 5º alpini, e il 15 maggio 1943 viene assegnato alla Divisione alpina Cuneense, all'8 settembre 1943 si trova in Alto Adige e fatto prigioniero al Passo della Mendola dalle truppe tedesche, e 3 giorni dopo riesce a fuggire e riparare in Svizzera, dove rimane fino al 27 luglio 1945.

## Dopoguerra
Dopo un periodo passato in altri corpi ritorna all'8º Reggimento Alpini nel quale riceve il grado di maggiore.
Dopo diversi incarichi nel 1964 è promosso generale di brigata e diventa comandante della Brigata alpina "Taurinense" a Torino due anni dopo nel 1966 viene nominato comandante militare della zona Militare di Trento e del presidio militare di Trento.
Nel 1969 viene nominato Generale di Divisione, il 1º ottobre 1969 viene trasferito a Padova destinato al V Comando Militare Territoriale.
Il 2 giugno 1970 muore a Verona.